# Habjanovac
 Habjanovac  falu Horvátországban Zágráb megyében. Közigazgatásilag Dubravához tartozik.

## Fekvése
Zágrábtól 45 km-re keletre, községközpontjától 5 km-re északra, a megye keleti részén fekszik.

## Története
1857-ben 207, 1910-ben 405 lakosa volt. Trianonig Belovár-Kőrös vármegye Križi járásához tartozott. 2001-ben 200  lakosa volt.

## Lakosság
| Lakosság változása | Lakosság változása | Lakosság változása | Lakosság változása | Lakosság változása | Lakosság változása | Lakosság változása | Lakosság változása | Lakosság változása | Lakosság változása | Lakosság változása | Lakosság változása | Lakosság változása | Lakosság változása | Lakosság változása |  |
| ------------------ | ------------------ | ------------------ | ------------------ | ------------------ | ------------------ | ------------------ | ------------------ | ------------------ | ------------------ | ------------------ | ------------------ | ------------------ | ------------------ | ------------------ |  |
| 1857               | 1869               | 1880               | 1890               | 1900               | 1910               | 1921               | 1931               | 1948               | 1953               | 1961               | 1971               | 1981               | 1991               | 2001               |  |
| 207                | 207                | 255                | 338                | 370                | 405                | 384                | 375                | 349                | 339                | 321                | 260                | 228                | 282                | 200                |  |

## Külső hivatkozások
Dubrava község hivatalos oldala